# Banka (okres Piešťany)
Banka je obec na Slovensku, nacházející se na levém břehu Váhu na úpatí Povážského Inovce v těsné blízkosti Piešťan v nadmořské výšce 177  m n. m. Obec se poprvé vzpomíná v roce 1292 pod názvem Banya. V letech 1973 až 1995 byla obec součástí města Piešťany. Žije zde přibližně 2 100 obyvatel.

## Historie
Obec byla osídlena již v paleolitu (nálezy v prostorách bývalé cihelny), dále se zde nachází hromadný nález z mladší doby bronzové a sídliště z doby římské a velkomoravské. Do katastru obce bývá lokalizován hrad Bana, který je poprvé zmiňován v roce 1241. Další záznamy o obci jsou pak z roku 1452, kdy je zmiňována jako součást Tematínského panství. Byla součástí královských majetků, později patřila několika různým zemanským rodinám. Na konci 16. století se stala částí Hlohoveckého panství. Roku 1599 ji zpustošili Turci. Obyvatelé se živili zemědělstvím, pálením vápna a křídy. Banka byla nejdříve samostatnou obcí, s Piešťany byla sloučena 1. ledna 1973. Referendum o vyčleněním obce od Piešťan se uskutečnilo v květnu 1994 a obec se znovu stala samostatnou od 1. července 1995.

## Popis
V obci žije 2 147 obyvatel. Díky blízkosti piešťanských lázní se zde nachází poměrně velké množství ubytovacích kapacit. Do katastru obce patří lesopark Červená věž a také vodní nádrž Sĺňava. V blízkosti se nachází lyžařský svah Ahoj s pěkným výhledem na obec a Piešťany, který je v létě využíván koloběžkaři, cyklokrosaři a lyžaři na trávě.
Blízko obce, pár minut pěší přes Červenou věž, se nachází bývalé vyhlídkové místo, Bakchus Vila. Z vily je nádherný výhled na Piešťany i na vodní nádrž Sĺňava. Další známé lokality v obci jsou Havran – turistické trasy (nachází se na cestě z Banky do Radošiny), Obrázková hora – chatařské oblast, na jejím konci směrem na Havran pramení potok s pitnou vodou a jsou zde postaveny přístřešky i místa na opékání. Přes les, aleje i kopce vede Banská naučná stezka.

## Památky
Nejvýznamnější památkou je raně gotický římskokatolický kostel sv. Martina z 13. století s renesanční adaptací z roku 1600, který byl začátkem 17. století opevněn a roku 1931 byl k němu přistavěn nový kostel s věží na jižní straně staré budovy. Nedávno byl kostel rekonstruován a dostal novou fasádu. V zadních prostorách kostela jsou položeny zachované renesanční náhrobní tabule a renesanční portál ze 17. století. Před kostelem stojí Lurdská jeskyně s Pannou Marií.
V obci se nachází i socha svatého Vendelína, patrona farmářů, pastevců a ochránce domácích zvířat z roku 1885.